# جيوفري ليس
جيوفري ليس (1 يوليو 1920 في المملكة المتحدة - 17 أغسطس 2012 في المملكة المتحدة) (بالإنجليزية: Geoffrey Lees)‏ هو لاعب كريكت بريطاني وبريطاني (وحمل سابقاً جنسية المملكة المتحدة لبريطانيا العظمى وأيرلندا). لعب مع نادي مقاطعة ساسكس للكركيت ‏ ونادي جامعة كامبريدج للكريكيت ‏.

## وصلات خارجية
- جيوفري ليس على موقع إي آس بي آن كريك إنفو (الإنجليزية)